# María del Pilar López de Coca
María del Pilar López de Coca Castañar, née à Málaga en 1948, est une astronome espagnole. Elle joue un grand rôle dans la reconstruction de la science en Espagne après la dictature, et notamment dans la création de l'Institut d'astrophysique d'Andalousie (IAA), de l'observatoire del Mojón del Trigo et de l'observatoire de Sierra Nevada.

## Biographie
En 1970, Pilar López de Coca obtient un diplôme en sciences chimiques à l'université de Grenade (UGR) et y commence ses travaux de recherche.
En 1973, Pilar López de Coca intègre l'observatoire de Cartuja à Grenade. Elle contribue activement à la fondation et au développement de l'Institut d'astrophysique d'Andalousie (IAA), aujourd'hui aujourd'hui une référence en astronomie nationale avec l'Institut d'astrophysique des Canaries (IAC).
Pilar López de Coca appartient au groupe pionnier de chercheurs qui ont mis en fonctionnement l'Observatoire astronomique del Mojón del Trigo (Sierra Nevada, Granada), qui appartient à l'Université de Grenade, et postérieurement l'Observatoire de Sierra Nevada de l'Institut d'astrophysique d'Andalousie.
En 1979, le premier article portant la signature de l'IAA paraît, avec Pilar comme investigatrice principale, Fotometría en la banda B de Epsilon Cep. Ce travail a été réalisé, selon les propres mots de Pilar López de Coca lors de l'entretien qui lui a été accordé pour le programme Femmes dans les étoiles de l'UNED, avec « un observatoire précaire, sans eau courante [...] observations que j'ai faites pendant l'été 1973 parce que pendant l'hiver je devais enseigner à l'université... ».
Pilar López de Coca obtient son doctorat à l'université de Grenade en 1986.
Outre la formation de la première génération d'astronomes professionnels formés à l'IAA en tant qu'astronomes d'observation, Pilar López de Coca a mené d'importants travaux de recherche. Elle est coautrice d'une centaine de publications. Son domaine d'activité est l'astrophysique stellaire, sa contribution la plus remarquable étant la détermination de la relation période-luminosité-couleur pour les étoiles variables Delta Scuti.